# Nikiforowka (Kursk)
Nikiforowka (russisch Никифоровка) ist ein Dorf (derewnja) in der Oblast Kursk in Russland. Es gehört zum Rajon Konyschowka und zur Landgemeinde (selskoje posselenije) Naumowski selsowjet.

## Geographie
Der Ort liegt gut 75 km Luftlinie nordwestlich des Oblastverwaltungszentrums Kursk im südwestlichen Teil der Mittelrussischen Platte, 14 km nordwestlich des Rajonverwaltungszentrums Konyschowka, 1 km vom Sitz des Dorfsowjet – Naumowka, 52 km von der Grenze zwischen Russland und der Ukraine, am kleinen Fluss Tschmatscha (linker Nebenfluss der Swapa).

### Klima
Das Klima im Ort ist wie im Rest des Rajons kalt und gemäßigt. Es gibt während des Jahres eine erhebliche Niederschlagsmenge. Dfb lautet die Klassifikation des Klimas nach Köppen und Geiger.

## Bevölkerungsentwicklung
| Jahr | Einwohner |
| ---- | --------- |
| 2002 | 142       |
| 2010 | 83        |

Anmerkung: Volkszählungsdaten

## Verkehr
Nikiforowka liegt 45 km von der Fernstraße föderaler Bedeutung M3 „Ukraina“ (Moskau – Kaluga – Brjansk – Grenze zur Ukraine), 49 km von der Straße M2 „Krim“ (Moskau – A142/Trosna – Grenze zur Ukraine), 26 km von der Straße A 142 (Trosna – M3 Ukraina), 12,5 km von der Straße regionaler Bedeutung 38K-003 (Dmitrijew – Berjosa – Menschikowo – Chomutowka), 2 km von der Straße interkommunaler Bedeutung 38N-144 (Konyschowka – Makaro-Petrowskoje, mit Auffahrt nach Beljajewo und Tschernitscheno), an der Straße 38N-146 (38N-144 – Oleschenka mit Auffahrt nach Naumowka) und 5 km von der nächsten Eisenbahnhaltestelle Grinjowka (Eisenbahnstrecke Nawlja – Lgow-Kijewskij) entfernt.
Der Ort liegt 174 km vom internationalen Flughafen von Belgorod entfernt.